# 格朗德特尔岛 (瓜德罗普)
格朗德特尔岛（法語：Grande-Terre，法語發音：[ɡʁɑ̃d tɛʁ]，意为“大土地”）位于加勒比海东部，小安的列斯群岛中，属于法国海外省瓜德罗普的一部分，与西面的姊妹岛巴斯特尔岛共同构成了瓜德罗普的核心地区，两者之间隔着一条狭窄的萨莱海峡（Rivière Salée）。面积590平方千米。全岛地势地平，无河流，气候干燥。农业以种植甘蔗和饲养牲畜为主。主要城市为位于西南岸的皮特尔角城，该城同时也是瓜德罗普的经济中心。居民主要为黑白混血。